# Arcidiecéze Cardiff
Arcidiecéze Cardiff je římskokatolická metropolitní arcidiecéze ve Walesu a částečně v Anglii, jejíž sídlo je v Cardiffu, kde se nachází metropolitní katedrála sv. Davida.  Arcidiecéze je centrem cardiffské církevní provincie, kterou kromě ní tvoří další dvě diecéze: Diecéze Menevia se dílem ve Swansea a Diecéze Wrexham. Od roku 2011 ji vede arcibiskup George Stack.

## Stručná historie
V roce 1840 vznikl apoštolský vikariát Wales, roku 1850 byl povýšen na diecézi s názvem Newport a Menevia, po založení diecéze Menevia roku 1895 nesl pouze název Newport. Roku 1916 byla diecéze povýšena na metropolitní arcidiecézi a její sídlo bylo přeneseno z Newportu do Cardiffu, hlavního města Walesu. 

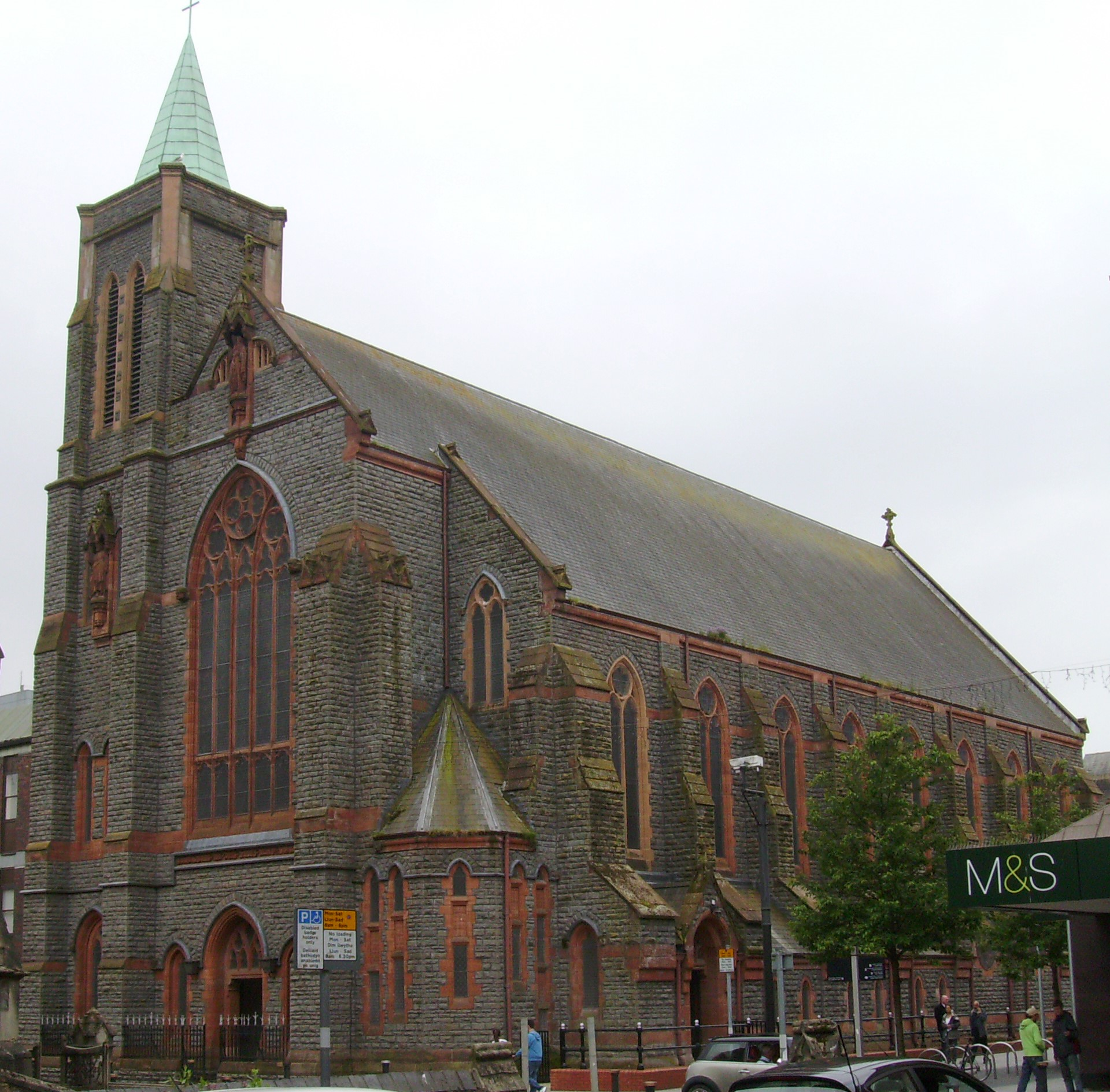
Katedrála sv. Davida v Cardiffu